# 铁路大亨II
《铁路大亨II》是PopTop Software1998年开发的一款模拟经营游戏，是《席德·梅尔的铁路大亨》（鐵路大亨系列）（版权原属MicroProse）的续作。在PopTop软件公司获得其版权后，该系列就和席德·梅尔没有了任何关系，所以其命名也仅保留了“铁路大亨”。2000年，北京新天地在中国大陆地区代理發行了简体中文版。

## 游戏简介
《铁路大亨II》是一款模拟经营类游戏，它还有一个资料片《铁路大亨II-二十一世纪》。这款游戏出色地模拟了19世纪-20世纪长达170年的铁路运输工业的发展和遭遇。她佐证了铁路运输是人类工业文明史的标杆。游戏中的战役关卡表现出了蒸汽时代的铁路大建设和产业升级；两次世界大战时期铁路运输对政治局势和战场形势的举足轻重的作用；二战结束后航空业的发展和铁路的没落与挣扎；新工业革命时期高铁时代的机遇；游戏甚至还假想了人们发明了超级地心热能发电站，利用其巨大的发电能力填平了直布罗陀海峡，抽干了地中海的海水之后,铁路在新形成的地中海盆地上的作用；还假想了地心电站爆炸,热气大量涌入大气导致全球变暖,海平面迅速上升,火车与海水赛跑,铁路紧急物资的情形；以至于人类最终移民南极，铁路运输在刚刚化冻的殖民地上的复兴……
游戏的内容以控制火车、建设铁路、车站和资本运作为主。玩家将会扮演一位历史人物，掌管一家国有铁路公司，或者经营一家私有的铁路公司，亦或者在股票市场投资。游戏总共设有18个关卡，其资料片《铁路大亨二十一世纪》也有18个关卡，总计36个战役关卡。关卡地图囊括了世界的七大洲，还有一些是假想的地球地貌，跨越了200年的历史和假想未来。每个关卡都设有金、银、铜三个奖牌，分别设有不同的过关要求，包括：向指定车站运送指定的多少货物；在规定时间内经过多少铁路或者车站；连接某几个城市；赚取多少工业利润；个人资产达到多少；公司净资产达到多少等等。
游戏模式与一般单机游戏类似，有战役和独立剧情任务。战役的难度相对较低，战役每个关卡的难度会逐渐升高，关卡之间依照顺序有一定的相关性。独立剧情任务使用的地图大部分和战役是一样的，只是奖牌的要求不同。剧情任务的奖牌要求一般是经营性的，比如要求工业利润、个人资产和公司净资产。有些战役关卡为实现某些历史情节，才会有一些特殊的要求。

## 游戏内容

### 建设与经营
游戏的主要乐趣来自于铺设自己的路网，让乘客和货物在各个地区的产业和住宅之间流通，赚取利润。这离不开周密的计划和优秀的建设技巧。而且需要耐心，玩家需要一步一步的扩大自己的公司规模。
- 基础设施建设

游戏开始以后，玩家需要用自己的初始资金成立公司，第一步要建设自己的第一条铁路。
首先要选定两个地点，这两个地点可以是城市也可以是郊区，用车站覆盖，游戏提供了3种大小的车站，车站越大，它的覆盖面积越大，那么能够吸引乘客和货物的范围就越广，玩家需要选择车站的大小和调整位置来覆盖最多的住宅和产业。车站造起以后，就能按照既定的计划用铁路连接它们。拥有了两个车站以上时，玩家就能购买机车在车站之间运行。玩家可以自由设定火车停靠的站点，每次停靠车站，列车都要卸货，并计算收入。对于每一个停靠的车站，玩家都需要对机车设定编组，列车就会根据本站设定好的编组重新装货，向下一站进发。
初次建設鐵軌時有分成單線與雙線兩部分，建設費用會隨著地形以及高低起伏起變化，坡度從0%至1.9%為綠色數字、2.0%到3.9%為黃色數字、4.0%以上為紅色數字，最高坡度為12%。隨著時代演進下玩家能建設電氣化鐵路、橋梁設計除了初始的木橋外也會發展出石造與鋼梁的款式，前者的木造橋梁造價便宜，但只能架設單一軌道，在列車通過時速度會大幅減半；而後兩者造價昂貴，但不論單線或者雙線都能架設，在列車通過時速度均不受影響（白金版中後兩者橋梁可有限度跨海施工）。有些地方會受到場景中地區或國界的限制而無法興建鐵軌，需要買下該國的建設所有權才能興建，部分國家與地區的建設所有權會開價錢，價格依據玩家公司的聲望等級而變動。
- 产业链

《铁路大亨II》拥有一套完备的供给/需求系统，是本作的亮点之一。游戏总计有31种货物，主要包括乘客、邮件、食品、工业品、钢铁、汽车以及谷物、牛等等。并且游戏设有48种产业建筑（包括住宅）。乘客和邮件只由城市中的住宅供给，并且住宅同时需求乘客和邮件，所以玩家只需要把一个城市的乘客运到另一个城市即可。而其它的产业则更复杂一些，比如面包坊，面包坊需求谷物或者糖，供给食品。所以玩家需要把谷物运到面包坊，生产食品后再运至城市。有些产业需要不同的货物才能生产出货物，比如汽车厂需求2厢钢铁和1厢轮胎生产3厢汽车。不同的产业都有自己的“产业方程式”，玩家只要在界面点一下这些产业，就能看到它们的方程式。面包坊和汽车厂这类属于“第二产业”，有进有出。还有一种产业不同——农业和矿业，比如粮田、铁矿、油井和化工厂这类第一产业。这类企业无需提供货物可以自行产出谷物、铁矿、原油和化工品。还有一类产业，它们没有产出而只有需求，比如垃圾填埋场只需求垃圾，军需仓库只需求武器、弹药和柴油。城市本身也是需求的集中地，几乎所有的终端商品——食品，工业品和汽车等都可以销往城市。在这一套系统下，玩家可以精心设计一条
[原料车站]-运输-[工业加工车站]-运输-...-[终端需求车站] 的产业链，为自己提供稳定的利润来源。
这套系统在3种不同的产业难度下有3种模式，分别是简单-高级-专家，难度模式在游戏开始前可以调整。以上介绍的是高级模式的情况。在简单的模式下，第二产业比如面包坊和汽车厂不仅可以根据“产业方程式”生产，也可以象第一产业一样自行生产少量的货物，使得玩家无需安排产业链就可以随意运输。在专家模式下，又加入了“需求等级”的设定。所有的需求被分成了0-9这十个等级。当玩家把大量的货物向一个车站销售的时候，这个车站对这个货物的需求就会下降，每下降一个等级，运输收入会减少10%；反之，如果一个车站长期不接受某项需求，需求等级就会上升，运输收入会提高，运输收入可以在基础值的50%-140%之间波动。所以专家级模式下玩家还需要注意安排让产业链均匀分布到各个需求地点。同时，专家级产业模式还会允许玩家购买这些产业，获取运输收入以外的另一项收入——产业利润，产业的进出量越大，这个产业盈利就会越高。但是产业的进出量越大意味着需求等级就会越低，运输收入就会越低。所以购买产业以后玩家还需要衡量运输收入和产业收入彼此之间的消长。
另有其相關功能獨立於乘客、郵件和各大產業的特殊車廂，在旅客列車裡面加掛鐵路餐車能增加乘客總價值約20%，若該列車沒有價值本身也就沒有價值；守車一律是在列車的後方，可減少75%被搶劫機率和25%車頭故障機率，兩者共通的注意事項為不能再加掛第二輛相同車廂。
- 收入与成本

运营收入主要包括客运、货运、车站和产业利润。
其中客货运输和车站收入都会在火车抵达车站并卸货时结算。
运输收入与货物种类、运输距离有关，31种货物都有各自的基础价值，一般原料价值较低，比如谷物、铁矿等。最终成品价格较高，比如食品、工业品、汽车，乘客和邮件的基础价值最高。运输距离越远，货物价值越高，不同的货物由于距离拉长而增加的价值系数也不相同。而且运输收入还与运输时间有关，运输时间越短，收入越高，不同货物的时间敏感度亦不相同。比如邮件、牛奶和乘客对运输时间要求较高，而煤炭、巩土、铁矿等货物对时间要求较低。一般由于时间损耗，货物价值将被削减10%-40%不等。除了货物基础价值之外，货物还受到目的地的需求影响，在专家级产业模式下，收入会根据需求等级（0至9）乘以0.5-1.4的需求系数。如果货物在本站没有需求，可以被低价强制出售。强制出售的货物根据产业模式（专家、高级、基础）将会分别乘以0.2、0.5、0.8的惩罚系数作价出售。
另外，运输收入还会面临“路权分流”，如果本趟火车所行驶的铁路不完全由一家公司拥有，那么这笔收入还会按照百分比分配给这段铁路的各个所有者。
车站收入主要包括乘客在车站消费和每厢车厢的停靠使用费。车站建成之后，玩家可以根据需要在其周边建造各类辅助建筑，包括旅馆、餐馆、酒吧等等，这些建筑会按百分比增加旅客在车站的消费，为本车站的所有者提供一笔可观的车站收入。此外,每厢车厢还要为出发车站和到达车站所属公司分别支付$2K的车站使用费。
产业利润在年底时结算，年底时每家产业的产量、销量和存量就会被计算出来，并且得出每个产业的盈利能力，根据这个产业的盈利能力，产业所属公司会得到一笔相当于投资额10%-30%不等的产业利润回报。在购买产业之前,玩家可以看到这家产业去年的盈利状况评估。评估等级分为：差（亏损），一般（少额亏损），好（盈亏平衡或微利），赚钱（盈利大约10%），非常赚钱（盈利大约15%），财源滚滚（盈利超过20%）。
运营成本主要包括燃料、铁路保养、机车保养、管理费用等。燃料与机车的类型有关，不同的机车利用燃料的效率不同。燃料会与载重和行驶里程成正比，负荷越高的机车燃料费用自然越高。铁路保养和铁路的造价相关，年保养费用是建造费用的6%。机车保养由机车的类型和车龄有关。管理费用与利润和收入正相关，企业越大，管理费用越高。
所有的运营成本都在月底结算。
另外當列車一通過地圖上的白色虛線（國界）後到達目的地、以及全貨物列車到達有港口的城市時，不會將其貨物直接結算，而是在車站內滯留一段時間。通常會花上數個月到一年，但內部有設置海關的車站可節省一半時間。
- 信号灯和信号旗

为了让玩家能够更好的安排自己的铁路运输，游戏设计了很多巧妙的小工具。主要的有信号灯和信号旗。
信号灯的作用是控制列车从本站出发时车厢装满的程度。由于出发编组是玩家提前安排好的，而火车到站时可能车站内没有足够的存货装上车，这时就需要面临选择：是否携带已有的货物出发，让剩余的车厢空着；还是留在车站等待货物装满再出发。绿灯的意思是无需等待，直接带着已有的货物出发；黄灯的意思是等到列车一半的车厢装满就可以出发了，红灯就是要等所有的车厢装满再出发。
信号旗的作用是控制列车到达该站时对没有需求的货物的处理方式。一列火车到站卸货时，就会计算收入，而没有需求的货物会被贱卖。为了防止这种现象，可以通过调整信号旗改变货物的处理方式。（白金版限定功能）
红旗——将没有需求的货物存放在车站里面。这些货物就会变成本站的临时供给，可以安排其它列车把它运走。
黄旗——将没有需求的货物留在火车上，前提是本站的出发编组里含有这些货物。
绿旗——将没有需求的货物强制出售。
黄绿旗——将没有需求的货物留在火车上，前提是本站的出发编组里含有这些货物，并且在整个行驶线路内至少有一个车站需求这些货物。
- 机车

游戏提供了66种不同时代、不同国家生产的火车头。每辆车都有登场年份和退役年份。机车按动力源分成蒸汽机车、柴油机车和电力机车，其中电力机车要求其行驶的铁路已经电气化。这些机车的造价和性能迥异，机车性能包括：燃料费用、保养费用、可靠性、加速度、载重性能和爬坡性能。玩家要根据自己的财力、线路状况、运货种类选择机车购买。选择不同种类的机车运营对利润有很大的影响。
燃料费用一般是公司最大的成本开销，每年的燃料费用与机车行驶的距离和载重成正比，而不同种类的机车燃料费用基础值相差很大，会很大程度的影响利润。
机车保养费用除了和机车种类相关外，每年由于机车老化，保养费用会匀速递增15%。
除此之外，机车有一定的几率发生故障，故障的机车会在原地停留维修很久，还会阻塞铁路，阻挡它后面的列车通过。故障率会极大地影响线路的通畅，从而影响效率，影响利润。故障率主要取决于机车的可靠性，可靠性被分为了10个等级，可靠性最差的机车和最好的机车的故障率可相差30倍。故障率与载重、爬坡坡度、油门、机油和车龄也有关系。机车载重每增加200吨，故障率增加1倍。坡度每提高2%，故障率增加3倍。油门从正常推至满负荷，故障率增加3倍。当机车的机油低于50%时，故障率增加50%，当机车机油降至0%时，故障率增加1倍。每年机车由于老化，故障率提升3.3%（另一说4%）
每种机车都有其最高时速。当机车拖拽货物或者爬坡时，最高时速就会降低。机车的牵引能力越强，那么时速受载重和坡度的影响就越小。每列机车都有一张在不同载重和坡度条件下的最高时速列表供玩家参考。最高时速也会随着机车的老化而降低，每年降低0.5%，降至原值的75%为止。
机车的加速度决定了机车静止达到最高时速的时间。它也分成了10个等级。加速度性能还决定了车辆因坡度提升而降低速度的减速度。
众多的机车性能使得玩家对机车的选择要经多方面考虑。当玩家购买了各种机车以后，由于性能和用途的不同，可以设置火车的优先通行权,分别是特快、普通、慢车。这样，当两列火车相遇的时候，就会按照这些优先权通行。比如载重轻，速度快的客车可以设置为特快；载重量大，速度慢的货车可以设置为普通或者慢车。这样就不会出现快客跟在慢吞吞的货车后面的情况了。

### 财务与经济
《铁路大亨II》模拟了一套逼真的金融系统和经济环境：股票、债券、买空、卖空、兼并公司、宣布破产、清算公司、利率变化等，合理运用这些金融工具会让玩家的铁路公司的发展速度超乎寻常。这也是本作的另一大亮点：让玩家体会到资本的力量。
- 基本

游戏中统一使用美元作为货币，一般的使用和记账单位是千美元（$K）。
游戏中玩家所经营的公司都是股份制的公司，公司由玩家或者电脑玩家发起，也有可能在游戏开始就会就职于一家公司。发起公司以后，玩家按照自己的出资比例持有自己公司的一部分股票，并任董事长管理公司。一般来说，大部分股票由广大的投资人所持有。除了股东的资金，玩家可以通过发行债券筹资。当玩家的公司经营到一定程度，评级机构就会提高公司的信用评级，游戏内设置了这样一些信用评级：F，D，C，CC，CCC，B，BB，BBB，A，AA，AAA。当信用评级高于B时，就能够发行债券，公司的信用评级每提高1个等级，债券的利率就降低1%。债券统一为30年期，本金$500K，随时可以偿付，并且债券发行后票面利率将保持一定。如果公司盈利，可以调整每股红利，将部分利润分配给股东。公司如果经营不善，连续两年亏损，也可以宣布破产。宣布破产后，公司将进行资本重整,公司的债务会减轻一半，但是股份数量会增加一倍,新发行的股票全部交给债权人作为补偿，而且公司的信用评级会降到F，并且5年内不能再度宣布破产。此外,玩家可以提出兼并其它的公司。提出兼并方案的时候，玩家可以调整收购目标公司的提议价格，提议价格最低不能低于其市场现值，最高不得超过现值的两倍。收购提案将立即交由被收购公司的股东大会投票表决，超过半数的股份同意则兼并成功；否则兼并失败，并且1年内提出兼并的公司不能再对任何公司提出兼并要求。收购方案通过以后，合同立即生效，媒体刊登头条新闻，公司将按照兼并提案支付给被收购公司原股东收购对价，接管被收购公司的所有资产和负债。在收购提案接受股东大会投票时，玩家如果在被收购公司中拥有持股，那么系统默认这部分股份同意玩家自己的兼并方案。
- 股票市场

在游戏中，股票市场是玩家、电脑、普通投资者包括各个公司交易/发行各个铁路公司股票的交易场所。交易和记账单位是1000股。
当玩家或电脑成立一家公司的时候，该公司的股票就能在这个市场内交易了。玩家和电脑AI都可以对其买卖，玩家和电脑的交易对手都是其它普通投资者，当玩家买进1000股时，其他投资者的持股总数就会减少1000股。公司每年可以发行相当于原来股票总数的5%的新股，为公司发展进一步筹集资金，这些新的股票将有其它普通投资者持有。另外，公司也可以回购自己的股份，这些被回购的股票必须是由普通投资者所有。游戏允许玩家和电脑进行买空和卖空。玩家可以将自己的持股抵押给证券经纪人，按照其价值的50%向经纪人借入资金买进股票。如果股价下跌，玩家的持股总价值已经低于向经纪人借入的资金的2倍，则会触发保证金不足，经纪人催要抵押品或催偿借款。玩家必须在一个月内抬高股价，或者卖出股票偿还借款。否则将会遭到经纪人强行平仓，可能导致玩家破产。卖空操作类似，玩家用现金或者股票抵押，向经纪人借入股票卖出获得现金。如果股价上升，玩家也可能遭遇强行平仓。但是卖空操作与买空有一点不同，卖空的股票必须从其他投资者的持股中借入，并且玩家持有的空头数量只能占其他投资者所持股份的一小部分。所以如果玩家卖空的公司的股票被电脑不断地买进，其他投资者的持股数量减少，玩家也会遭遇强行平仓。
- 股票价格

股票价格由股票内在价值和市场交易影响决定。股票价格的波动会极大地影响玩家的个人资产状况。股价主要受公司的经营状况的影响，公司市值是对玩家所管理的公司的经营成果的最终体现。玩家个人资产也是游戏对玩家的投资能力、经营能力的最终体现。
股票内在价值和多个因素有关，在铁路大亨2里，股票内在价值由这4个因素构成：每股收益、每股净资产、每股红利、每股收入。股票价值将是这4个财务数据所计算出的股价的加权平均值，加权额度分别是40%，30%，20%，10%。
其中各个因素计算成股票价值的公式是
股价=10*每股收益
股价=每股净资产
股价=30*每股红利
股价=每股收入
股票价格会围绕其价值波动。如果玩家或者电脑买进或者卖出一支股票，它的价格会少量地上涨或者下跌。如果这家公司发行新股或回购股票也会对股价造成较大影响，发行新股会让股价下跌，回购股票会让股价上涨。但是这些由于市场买卖导致的股价波动都是暂时的，它们的影响会在6个月内逐渐消失。有些经理也会对股价有影响,比如吉纳瑞·特威切尔可以让股价降低15%。除此之外，经济波动也会对股价有直接的影响。经济繁荣水平每提高1个级别，股价提升10%。
- 经济波动

除了各种各样的金融工具的操作，游戏还模拟了宏观经济的波动。游戏把当前的宏观经济分成5个等级：萧条、衰退、正常、繁荣和高速发展。经济状况会沿着这5个台阶上下波动，波动周期大约是5-8年。宏观经济状况对玩家经营的铁路公司有很大的影响。经济情况越好，货物的产量越高，货物的价值也越高。由于燃料以及保养等费用较为固定，所以公司的利润的波动随着经济的波动是巨大的。而且游戏还设定：每当经济提高一个台阶时，由于投资者情绪的亢奋，股票价格就会上升10%。由于股价和利润极大的相关性，使得股价的波动更为剧烈。这就为玩家底买高卖创造了条件。
随着经济的波动，基准利率也会随之变化。当经济最差处于萧条的时候，基准利率为5%，经济水平每提高一个等级，基准利率就会降低1%。经济水平最好，处于高速发展时，基准利率降到最低的1%。基准利率是公司以及个人的现金获得的年存款收益。同时，最优贷款利率也会发生变化。最优贷款利率指的是最高信用评级的债券利率，最优贷款利率一直比基准利率高4%。玩家的信用等级每降低一个级别，新发的债券利率就提高1%。
- 公司經營管理

除了上述的之外還有雇用40位專業經理的功能，每一位經理在僱用後會在公司內部各種方面的折抵與收入上產生不同的變化，最多有四種功能。而支付給經理的薪資與下一位新人經理的簽約金會隨著年代的演進與公司財報波動影響並產生微幅變化。

## 图形与音效
在图形和音效上，本作也很出色。比如当画面放大聚焦在养牛场的时候，玩家甚至可以听到牛的叫声。

## 铁路大亨II：二十一世纪
在《铁路大亨II》发售后不久，PopTop Software又推出了其资料片：《铁路大亨II：二十一世纪》。在资料片里增加了不少新的，甚至包括未来想象世界的地图、场景、任务，以及新机车、建筑、货物等。此后，PopTop软件又推出过《铁路大亨II黄金版》和《铁路大亨II白金版》。